# Dendronephthya alexanderi
Dendronephthya alexanderi is een zachte koraalsoort uit de familie Nephtheidae. De koraalsoort komt uit het geslacht Dendronephthya. Dendronephthya alexanderi werd in 1908 voor het eerst wetenschappelijk beschreven door Nutting. 